# Стефано Стураро
Стефано Стураро (італ. Stefano Sturaro, нар. 9 березня 1993, Санремо) — італійський футболіст, півзахисник турецького клубу «Фатіх Карагюмрюк». Грав за національну збірну Італії

## Клубна кар'єра
Стефано Стураро народився в невеликому курортному місті Санремо на півночі Італії. Там само він почав грати у футбол в академії місцевого клубу «Санремезе». У 2008 році Стураро перейшов в академію «Дженоа». Виступаючи прімаверу генуезького клубу, Стефано завоював свій перший трофей, коли в 2010 році його команда стала володарем Суперкубка Італії серед молодіжних команд, обігравши з рахунком 5:0 однолітків із «Мілана». У тому ж сезоні Стураро був залучений до роботи з основною командою, проте так і не вийшов на поле лише раз потрапивши в заявку на матч.
23 липня 2012 року Стураро відправився в річну оренду в «Модену», яка виступала в Серії B. Виступаючи за «жовто-синіх», Стефано вперше вийшов на поле в офіційному матчі дорослих команд. Це сталося на 72-й хвилині матчу 2 раунду Кубка Італії проти «Зюйдтіроля». Всього за сезон Стураро провів 8 матчів в чемпіонаті і два в національному кубку.
30 червня 2013 року термін оренди закінчився і Стураро повернувся до Генуї. І вже в першому турі наступного чемпіонату дебютував у Серії А, вийшовши на заміну в матчі проти «Інтернаціонале» за хвилину до закінчення зустрічі. У 26-му турі Стураро забив перший гол у клубній кар'єрі, вразивши на 85-й хвилині ворота «Катаньї».
У наступне міжсезоння Стураро був куплений чинним чемпіоном Італії — туринським «Ювентусом». За домовленістю між клубами, Стураро залишався в оренді в «Дженоа» ще на наступний сезон. Проте вже в наступне трансферне вікно туринці повернули Стураро з оренди, а 14 березня він вперше вийшов на поле в футболці «Ювентуса» в матчі Серії А проти «Палермо». У тому ж сезоні Стефано дебютував у Лізі Чемпіонів, вийшовши на заміну в першому чвертьфінальному матчі проти «Монако». За підсумками сезону Стураро з туринцями став чемпіоном Італії та володарем Кубка Італії. 8 серпня 2015 року Стураро допоміг своїй команді перемогти «Лаціо» (2:0) в матчі на Суперкубок Італії, здобувши і третій основний італійський трофей. Протягом наступних трьох сезонів у складі «старої сеньйори» незмінно захищав чемпіонський титул, утім сам Стураро стабільним гравцем «основи» не став.
Влітку 2018 року був відданий в оренду до лісабонського «Спортінга». Перебував у лавах португальської команди протягом півроку, жодного разу за цей час не вийшовши, оскільки заліковував травму. Так й не відновившись від травми, у січні 2019 року став гравцем «Дженоа». Повернувся до лав генузької команди на умовах оренди з «Ювентуса», а вже за два тижні було активовано опцію викупу прав на гравця і він уклав з «Дженоа» повноцінний контракт.
Гравцем основного складу генуезців не став, за два з половиною року взяв участь лише у 30 іграх в усіх турнірах. Першу половину 2021 року провів в оренді у «Вероні», після чого повернувся до «Дженоа». Відіграв за генузців щеп два сезони, після чого влітку 2023 року перебрався до Туреччини, уклавши контракт із клубом «Фатіх Карагюмрюк».

## Виступи за збірні
2011 року дебютував у складі юнацької збірної Італії, взяв участь у 10 іграх на юнацькому рівні, відзначившись одним забитим голом.
Протягом 2014—2015 років залучався до складу молодіжної збірної Італії. У її складі був учасником молодіжного Євро-2015, на якому вже в першому матчі проти майбутніх тереможців турніру шведів (1:2) Стураро був вилучений, а потім отримав триматчеву дискваліфікацію і більше на турнірі не зіграв, позаяк італійці не змогли вийти з групи. Всього на молодіжному рівні зіграв у 6 офіційних матчах, забив 1 гол.
6 червня 2016 року дебютував в офіційних матчах у складі національної збірної Італії, а згодом поїхав з нею на Євро-2016. На континентальній першості взяв участь у двох матчах групового етапу та програному німцям у серії пенальті чвертьфіналі. Після турніру до лав національної команди не викликався. 

## Статистика виступів

### Статистика клубних виступів
Станом на 27 серпня 2023 року
| Сезон               | Команда             | Чемпіонат           | Чемпіонат | Чемпіонат | Національний кубок | Національний кубок | Національний кубок | Єврокубки | Єврокубки | Єврокубки | Інше | Інше | Інше  | Всього | Всього | Всього |
| Сезон               | Команда             | Ліга                | Ігор      | Голів     | Ліга               | Ігор               | Голів              | Ліга      | Ігор      | Голів     | Ліга | Ігор | Голів | Ігор   | Голів  |        |
| ------------------- | ------------------- | ------------------- | --------- | --------- | ------------------ | ------------------ | ------------------ | --------- | --------- | --------- | ---- | ---- | ----- | ------ | ------ | ------ |
| 2012–13             | «Модена»            | B (ІІ)              | 8         | 0         | КІ                 | 2                  | 0                  | -         | -         | -         | -    | -    | -     | 10     | 0      |        |
| 2013–14             | «Дженоа»            | A                   | 16        | 1         | КІ                 | 0                  | 0                  | -         | -         | -         | -    | -    | -     | 16     | 1      |        |
| 2014–15             | «Дженоа»            | A                   | 13        | 0         | КІ                 | 2                  | 0                  | -         | -         | -         | -    | -    | -     | 15     | 0      |        |
| Усього за «Дженоа»  | Усього за «Дженоа»  | Усього за «Дженоа»  | 29        | 1         |                    | 2                  | 0                  |           |           |           |      |      |       | 31     | 1      |        |
| 2014–15             | «Ювентус»           | A                   | 12        | 1         | КІ                 | 1                  | 0                  | ЛЧ        | 2         | 0         | СІ   | -    | -     | 15     | 1      |        |
| 2015–16             | «Ювентус»           | A                   | 19        | 1         | КІ                 | 2                  | 0                  | ЛЧ        | 6         | 1         | СІ   | 1    | 0     | 28     | 2      |        |
| 2016–17             | «Ювентус»           | A                   | 21        | 0         | КІ                 | 2                  | 0                  | ЛЧ        | 4         | 0         | СІ   | 1    | 0     | 28     | 0      |        |
| 2017–18             | «Ювентус»           | A                   | 12        | 0         | КІ                 | 2                  | 0                  | ЛЧ        | 5         | 0         | СІ   | 0    | 0     | 19     | 0      |        |
| Усього за «Ювентус» | Усього за «Ювентус» | Усього за «Ювентус» | 64        | 2         |                    | 7                  | 0                  |           | 17        | 1         |      | 2    | 0     | 90     | 3      |        |
| 2018-січ. 2019      | «Спортінг»          | ПЛ                  | 0         | 0         | КП+TL              | 0+0                | 0                  | ЛЄ        | 0         | 0         | -    | -    | -     | 0      | 0      |        |
| січ.-черв. 2019     | «Дженоа»            | A                   | 5         | 1         | КІ                 | -                  | -                  | -         | -         | -         | -    | -    | -     | 5      | 1      |        |
| 2019–20             | «Дженоа»            | A                   | 16        | 1         | КІ                 | 2                  | 0                  | -         | -         | -         | -    | -    | -     | 18     | 1      |        |
| 2020-січ. 2021      | «Дженоа»            | A                   | 6         | 1         | КІ                 | 1                  | 0                  | -         | -         | -         | -    | -    | -     | 7      | 1      |        |
| січ.-черв. 2021     | «Верона»            | A                   | 10        | 0         | КІ                 | -                  | -                  | -         | -         | -         | -    | -    | -     | 10     | 0      |        |
| 2021–22             | «Дженоа»            | A                   | 25        | 0         | КІ                 | 1                  | 0                  | -         | -         | -         | -    | -    | -     | 26     | 0      |        |
| 2022–23             | «Дженоа»            | B                   | 18        | 0         | КІ                 | 1                  | 0                  | -         | -         | -         | -    | -    | -     | 19     | 0      |        |
| Усього за «Дженоа»  | Усього за «Дженоа»  | Усього за «Дженоа»  | 99        | 4         |                    | 7                  | 0                  |           | -         | -         |      | -    | -     | 106    | 4      |        |
| серп. 2023–24       | «Фатіх Карагюмрюк»  | СЛ                  | 1         | 0         | КТ                 | -                  | -                  | -         | -         | -         | -    | -    | -     | 1      | 0      |        |
| Усього за кар'єру   | Усього за кар'єру   | Усього за кар'єру   | 182       | 6         |                    | 16                 | 0                  |           | 17        | 1         |      | 2    | 0     | 217    | 7      |        |

### Статистика виступів за збірну
| Дата      | Місто  | Господарі | Результат               | Гості     | Турнір                | Голи | Примітки |
| --------- | ------ | --------- | ----------------------- | --------- | --------------------- | ---- | -------- |
| 6-6-2016  | Верона | Італія    | 2 – 0                   | Фінляндія | товариський матч      | -    | 64'      |
| 17-6-2016 | Тулуза | Італія    | 1 – 0                   | Швеція    | ЧЄ 2016 - 1-й етап    | -    | 85'      |
| 22-6-2016 | Лілль  | Італія    | 0 – 1                   | Ірландія  | ЧЄ 2016 - 1-й етап    | -    |          |
| 2-7-2016  | Бордо  | Німеччина | 1 – 1 д.ч. (6 - 5 п.п.) | Італія    | ЧЄ 2016 - чвертьфінал | -    | 56'      |
| Усього    |        | Матчів    | 4                       |           | Голів                 | 0    |          |

| Дата      | Місто             | Господарі | Результат | Гості      | Турнір                             | Голи | Примітки |
| --------- | ----------------- | --------- | --------- | ---------- | ---------------------------------- | ---- | -------- |
| 4-6-2014  | Кастель-ді-Сангро | Італія    | 4 – 0     | Чорногорія | Товариський матч                   | -    | 81'      |
| 5-9-2014  | Пескара           | Італія    | 3 – 2     | Сербія     | Кваліфікація молодіжного Євро-2015 | -    |          |
| 9-9-2014  | Кастель-ді-Сангро | Італія    | 7 – 1     | Кіпр       | Кваліфікація молодіжного Євро-2015 | 1    |          |
| 27-3-2015 | Падерборн         | Німеччина | 2 – 2     | Італія     | Товариський матч                   | -    |          |
| 30-3-2015 | Беневенто         | Італія    | 0 – 1     | Сербія     | Товариський матч                   | -    |          |
| 18-6-2015 | Оломоуць          | Італія    | 1 – 2     | Швеція     | Молодіжне Євро-2015 - 1-й етап     | -    | 80'      |
| Усього    |                   | Матчів    | 6         |            | Голів                              | 1    |          |

## Досягнення
- Чемпіон Італії:

«Ювентус»: 2014-15, 2015-16, 2016-17, 2017–18
- Володар Кубка Італії:

«Ювентус»: 2014-15, 2015-16, 2016-17, 2017-18
- Володар Суперкубка Італії:

«Ювентус»: 2015